# Nanopartículas magnéticas
Las nanopartículas magnéticas son una clase de nanopartículas que pueden ser manipuladas a través de un campo magnético. 
Tales partículas comúnmente constan de elementos magnéticos tales como hierro, níquel y cobalto y sus compuestos químicos. Mientras que las nanopartículas son más pequeñas que 1 micrómetro de diámetro (típicamente 5-500 nanómetros), las microperlas más grandes tienen un diámetro de entre 0,5 y 500 micrómetros.
Las nanopartículas magnéticas han sido el foco de numerosos estudios re atractivas ¡ que podrían utilizarse en catálisis, como catalizadores basados en nanomateriales, biomedicina, resonancia magnética, almacenamiento de datos, remediación ambiental, nanofluidos, y filtros ópticos, sensores de defectos y sensores de cationes.

## Propiedades
Las propiedades físicas y químicas de las nanopartículas magnéticas dependen en gran medida del método de síntesis y de la estructura química. En la mayoría de los casos, las partículas varían de 1 a 100 nm de tamaño y pueden mostrar superparamagnetismo.

## Tipos de nanopartículas

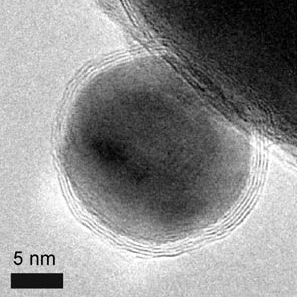
Nanopartícula de cobalto, recubierta con grafeno es uno de los tipos de nanopartículas magnéticas que se utilizan actualmente en química magnética.

Hay tres tipos principales de nanopartículas, que se analizan a continuación.

### Óxidos: ferritas
Estas nanopartículas magnéticas son las más exploradas. Una vez que las partículas de ferrita se alcanzan un tamaño inferior a 128 nm se vuelven superparamagnéticas, lo que impide la autoaglomeración ya que exhiben comportamiento magnético sólo cuando se les aplica un campo magnético externo. Cuando se desconecta el campo magnético externo, la remanencia vuelve a cero. Al igual que las nanopartículas de óxido no magnéticas, la superficie de las nanopartículas de ferrita suele modificarse con tensioactivos, sílice, siliconas o derivados del ácido fosfórico para aumentar su estabilidad en solución.

### Metálicas
Las nanopartículas metálicas tienen la gran desventaja de ser pirofóricas y reactivas en presencia de agentes oxidantes a diferentes niveles. Esto hace difícil su manejo ya que provocan reacciones secundarias no deseadas.

### Metálicas recubiertas
El núcleo metálico de las nanopartículas magnéticas puede ser atenuado por oxidación suave, aplicación de tensioactivos, polímeros, y metales preciosos. En un entorno de oxígeno, las nanopartículas de cobalto forman una capa de óxido de cobalto anti-ferromagnético en la superficie de la nanopartícula. Se ha explorado además, el efecto de la síntesis y el sesgo de intercambio en estas nanopartículas con cobertura de óxido y una capa exterior de oro. En la actualidad se han sintetizado nanopartículas con un núcleo magnético que consiste en hierro elemental o cobalto con una envoltura no reactiva hecha de grafeno. Las ventajas en comparación con las nanopartículas de ferrita o elementales son:
- Mayor magnetización
- Mayor estabilidad en soluciones ácidas y básicas, así como en disolventes orgánicos.
- Química en la superficie del grafeno mediante métodos ya conocidos para los nanotubos de carbono.

## Síntesis

### Coprecipitación
Es una manera fácil y conveniente para sintetizar los óxidos de hierro (Fe3O4 y Fe2O3), a partir de soluciones acuosas de Fe2+/Fe3+, mediante la adición de una base bajo atmósfera inerte a temperatura ambiente o a temperatura elevada. 
El tamaño, la forma, y la composición de las nanopartículas magnéticas depende en gran medida del tipo de sales utilizadas (sulfatos, nitratos), la relación Fe2+/Fe3+, la temperatura de reacción, el valor del pH y la fuerza iónica. Se han descrito diversas disposiciones experimentales para facilitar la coprecipitación continua y a gran escala de partículas magnéticas mediante mezclado rápido. Se ha medido la tasa de crecimiento de las nanopartículas magnéticas en tiempo real durante la precipitación de nanopartículas de magnetita, a través de un susceptómetro magnético de corriente alterna integrado dentro de la zona de mezcla de los reactivos.

### Descomposición térmica
Es posible sintetizar nanocristales magnéticos con un tamaño más pequeño mediante la descomposición térmica de compuestos organometálicos alcalinos en disolventes orgánicos de alto punto de ebullición que contengan tensioactivos estabilizadores

### Microemulsión
Utilizando esta técnica y partiendo de cobalto metálico, aleaciones de cobalto/platino, y nanopartículas de cobalto/platino recubiertas de oro, se han sintetizado en micelas inversas de bromuro de cetiltrimetilamonio, usando 1-butanol como el co-tensioactivo, y octano en fase oleosa.

### Síntesis de pulverización a la llama
Utilizando la pirólisis por pulverización de llama y variando las condiciones de reacción, se producen óxidos, nanopartículas recubiertas de metal o carbono a una tasa de > 30 g/h .

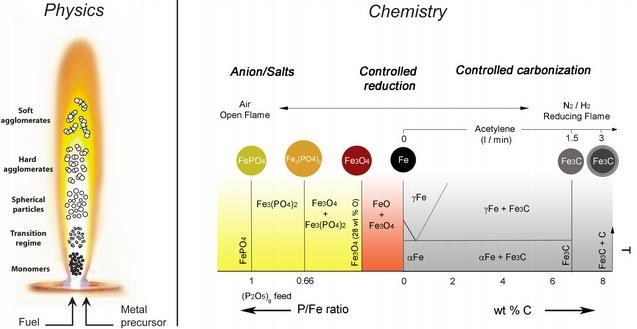
Diversas condiciones de proyección de llama y su impacto en las nanopartículas resultantes

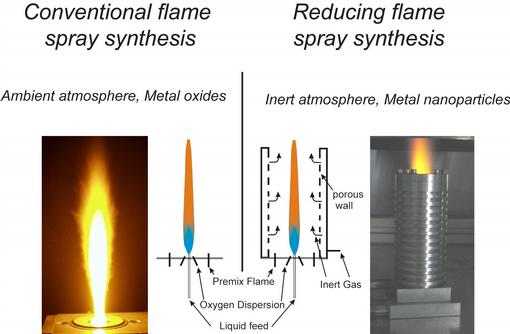
Diferencias operativas entre la síntesis por pulverización con llama reductora y la convencional

## Aplicaciones
Se ha previsto una gran variedad de aplicaciones potenciales. Dado que la producción de nanopartículas magnéticas es costosa, existe interés por su reciclado o por aplicaciones muy especializadas.
El potencial y la versatilidad de la química magnética surgen de la rápida y fácil separación de las nanopartículas magnéticas, lo que elimina los tediosos y costosos procesos de separación que suelen aplicarse en química. Además, las nanopartículas magnéticas pueden guiarse mediante un campo magnético hasta el lugar deseado, lo que podría permitir, por ejemplo, una precisión milimétrica en la lucha contra el cáncer. 

### Diagnóstico y tratamiento médico
Las nanopartículas magnéticas se utilizan en un tratamiento experimental contra el cáncer llamado hipertermia magnética, en el que se utiliza un campo magnético alterno (AMF) para calentar las nanopartículas. Para lograr un calentamiento suficiente de las nanopartículas magnéticas, el AMF suele tener una frecuencia de entre 100 y 500 kHz, aunque se han llevado a cabo importantes investigaciones a frecuencias más bajas, así como a frecuencias de hasta 10 MHz, con una amplitud de campo que suele oscilar entre 8 y 16 kAm-1
Ligandos de afinidad como el factor de crecimiento epidérmico (EGF)), el ácido fólico, aptámeros lectinas, etc., se puede unir a la superficie de las nanopartículas magnéticas con el uso de diferentes sustancias químicas. Esto permite dirigir las nanopartículas magnéticas a tejidos o células específicos. Esta estrategia se utiliza en la investigación del cáncer para atacar y tratar tumores en combinación con la hipertermia magnética o fármacos contra el cáncer administrados por nanopartículas. Sin embargo, a pesar de los esfuerzos de investigación, la acumulación de nanopartículas en el interior de tumores cancerosos de todo tipo no es óptima, ni siquiera con ligandos de afinidad. Willhelm et al. realizaron un amplio análisis de la administración de nanopartículas a tumores y concluyeron que la cantidad media de dosis inyectada que llega a un tumor sólido es sólo del 0,7%.[46] El reto de acumular grandes cantidades de nanopartículas en el interior de los tumores es posiblemente el mayor obstáculo al que se enfrenta la nanomedicina en general. Aunque en algunos casos se utiliza la inyección directa, la mayoría de las veces se prefiere la inyección intravenosa para obtener una buena distribución de las partículas por todo el tumor. Las nanopartículas magnéticas tienen la clara ventaja de que pueden acumularse en las regiones deseadas mediante una administración guiada magnéticamente, aunque esta técnica aún necesita más desarrollo para lograr una administración óptima en tumores sólidos. 
Otro posible tratamiento del cáncer incluye fijar nanopartículas magnéticas a las células cancerosas que flotan libremente, lo que permite capturarlas y sacarlas del organismo. El tratamiento ha sido probado en el laboratorio con ratones y será examinado en estudios de supervivencia.
Las nanopartículas magnéticas se pueden utilizar para la detección de cáncer. La sangre puede ser insertada en un chip de microfluidos con nanopartículas magnéticas en el mismo. Estas nanopartículas magnéticas quedan atrapados en el interior debido a un campo magnético aplicado externamente mientras la sangre fluye libremente. Las nanopartículas magnéticas están recubiertas de anticuerpos dirigidos contra células o proteínas cancerosas. Las nanopartículas magnéticas pueden recuperarse y las moléculas asociadas al cáncer pueden analizarse para comprobar su existencia.
Las nanopartículas magnéticas se pueden conjugar con hidratos de carbono y se utilizan para la detección de bacterias. Partículas de óxido de hierro se han utilizado para la detección de bacterias Gram negativas como Escherichia coli y para la detección de bacterias Gram positivas como Streptococcus suis.
En un artículo en línea de la Escuela de Medicina de Harvard, publicado por Jake Miller el 21 de marzo de 2012:

Los investigadores de la Escuela de Medicina de Harvard y el Hospital General de Massachusetts han desarrollado una nanopartícula magnética basada en la técnica de IRM para predecir si una persona con predisposición genética a la diabetes desarrollará o no la enfermedad. Se inició la prueba en ratones, los datos preliminares muestran que la técnica se puede utilizar en las personas y, se podrá ver si los pacientes no tienen inflamación de páncreas. "Esta investigación trata de predecir la diabetes tipo 1, y poder predecir o averiguar las diferencias entre los que la contraen y los que no", dijo Diane Mathis, Morton Grove-Rasmussen Profesor de Inmunohematología en el Departamento de Microbiología e Inmunología y, junto con Christophe Benoist, Morton Grove-Rasmussen Profesor de Inmunohematología, co-autor principal del artículo. Los resultados fueron publicados en línea en Nature Immunology, el 26 de febrero de 2012. De acuerdo con el primer autor Wenxian Fu, un investigador en el laboratorio Mathis-Benoist, el grupo se sorprendió de que la ventana de diagnóstico de seis a 10 semanas de edad fuera tan breve. Esto demuestra que la progresión de la enfermedad, al menos en este modelo animal, se determina a muy temprana edad, y que la diabetes no requiere un gatillo para su activación, tal como una infección secundaria o estrés ambiental ...
Jake Miller 

### Inmunoensayo magnético

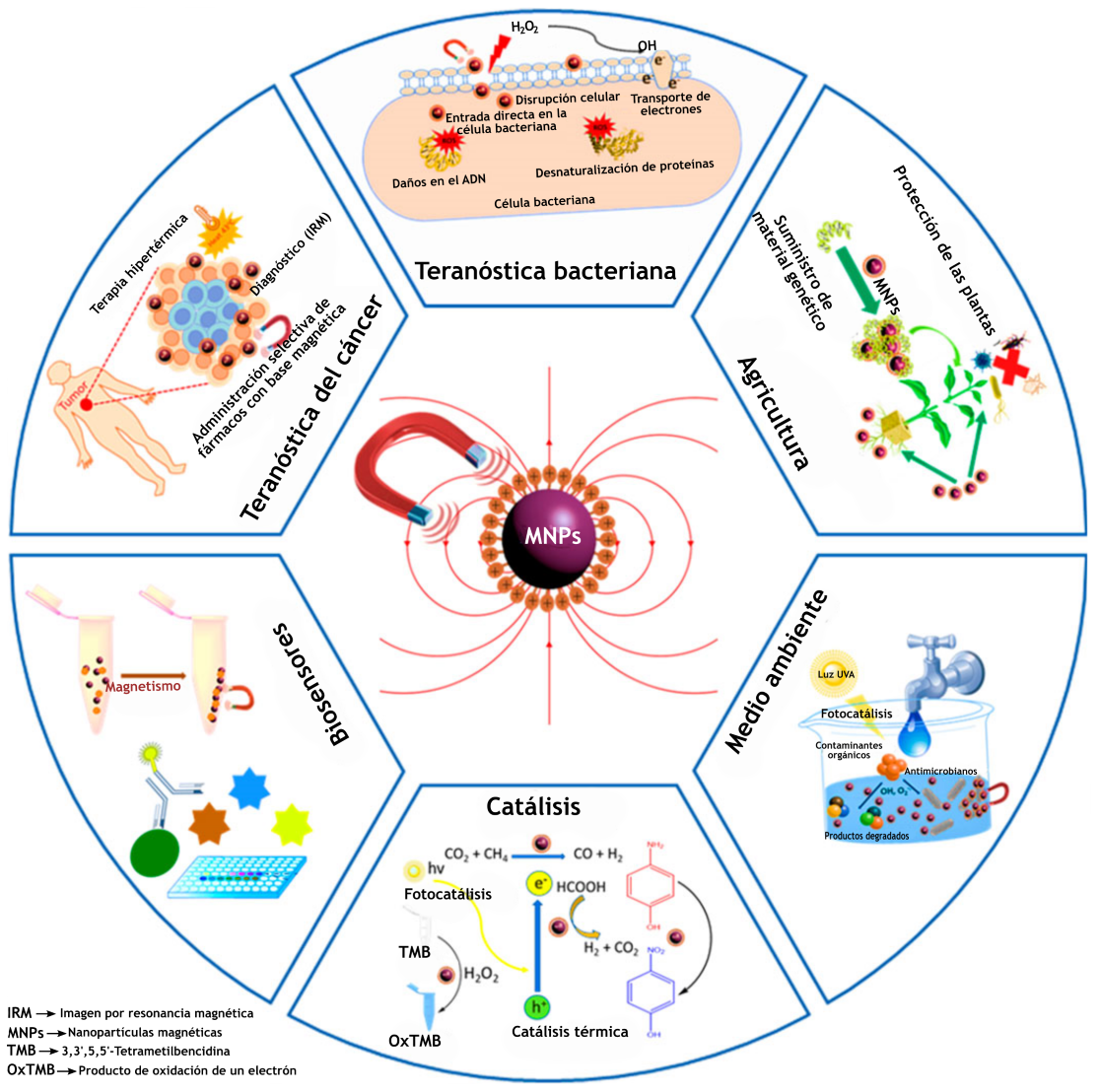
Síntesis, caracterización y diversas aplicaciones de nanopartículas magnéticas.

El inmunoensayo magnético (MIA)  es un nuevo tipo de inmunoensayo de diagnóstico que utiliza nanoperlas magnéticas como etiquetas en lugar de las convencionales, enzimas, radioisótopos o elementos fluorescentes. Este ensayo implica la unión específica de un anticuerpo a su antígeno, donde una etiqueta magnética se conjuga con un elemento del par. La presencia de nanoperlas magnéticas se detecta entonces mediante un lector magnético (magnetómetro) que mide el cambio de campo magnético inducido por las perlas. La señal medida por el magnetómetro es proporcional a la cantidad de analito (virus, toxina, bacteria, marcador cardíaco, etc.) en la muestra inicial. 

### Tratamiento de aguas residuales
Gracias a la fácil separación mediante la aplicación de un campo magnético y a la gran relación superficie/volumen, las nanopartículas magnéticas tienen potencial para el tratamiento de aguas contaminadas. En este método, la unión de quelantes similares al EDTA a nanomagnetos metálicos recubiertos de carbono da como resultado un reactivo magnético para la rápida eliminación de metales pesados de soluciones o aguas contaminadas en tres órdenes de magnitud hasta concentraciones tan bajas como microgramos por litro. Las nanoperlas magnéticas o las agrupaciones de nanopartículas compuestas de nanopartículas superparamagnéticas de óxido aprobadas por la FDA (por ejemplo, maghemita, magnetita) tienen mucho potencial para el tratamiento de aguas residuales, ya que expresan una excelente biocompatibilidad, lo que en lo que respecta a los impactos ambientales del material es una ventaja en comparación con las nanopartículas metálicas. 

### Detección electroquímica
Los ensayos magnetoelectroquímicos se basan en el uso de nanopartículas magnéticas en el sensado electroquímico, ya sea distribuyéndolas por una muestra donde pueden recoger y preconcentrar el analito y ser manipuladas por un campo magnético, o modificando la superficie de un electrodo para mejorar su conductividad y la afinidad con el analito. Las nanopartículas magnéticas recubiertas tienen un aspecto clave en la detección electroquímica, no sólo porque facilitan la recogida del analito, sino también porque permiten que las nanopartículas magnéticas formen parte del mecanismo de transducción del sensor. Para la manipulación de las nanopartículas magnéticas en la detección electroquímica se han utilizado ejes de electrodos magnéticos o electrodos serigrafiados desechables que integran imanes de enlace permanente, con el objetivo de sustituir los soportes magnéticos o cualquier campo magnético externo. 

### Imágenes biomédicas
Hay muchas aplicaciones para nanoparticulas a base de óxido de hierro en concreto con imágenes de resonancia magnética. Las nanopartículas magnéticas de CoPt se están utilizando como agente de contraste en resonancia magnética para la detección de células madre neurales trasplantadas

### Almacenamiento de información
Un candidato prometedor para el almacenamiento de alta densidad es la aleación FePt de fase tetragonal centrada en la cara. El tamaño de los granos puede ser tan pequeño como 3 nanómetros. Si es posible modificar los MNP a esta pequeña escala, la densidad de información que puede alcanzarse con este medio podría superar fácilmente 1 Terabyte por pulgada cuadrada.

### Ingeniería genética
Las nanopartículas magnéticas pueden utilizarse para diversas aplicaciones genéticas. Una de ellas es el aislamiento rápido de ADN y ARNm. En una aplicación, la microesfera o (perla) magnética está unida a una cola de poli T. Cuando se mezcla con ARNm, la cola de poli A del ARNm se separa. Cuando se mezcla con ARNm, la cola poli A del ARNm se une a la cola poli T de la microesfera y el aislamiento se realiza simplemente colocando un imán en el lateral del tubo y vertiendo el líquido. Las perlas magnéticas también se han utilizado en el ensamblaje de plásmidos. La construcción rápida de circuitos genéticos se ha logrado mediante la adición secuencial de genes a una cadena genética en crecimiento, utilizando nanoperlas como anclaje. Se ha demostrado que este método es mucho más rápido que los anteriores, ya que se tarda menos de una hora en crear construcciones multigénicas funcionales en vitro.

### Toxicidad de las nanopartículas magnéticas

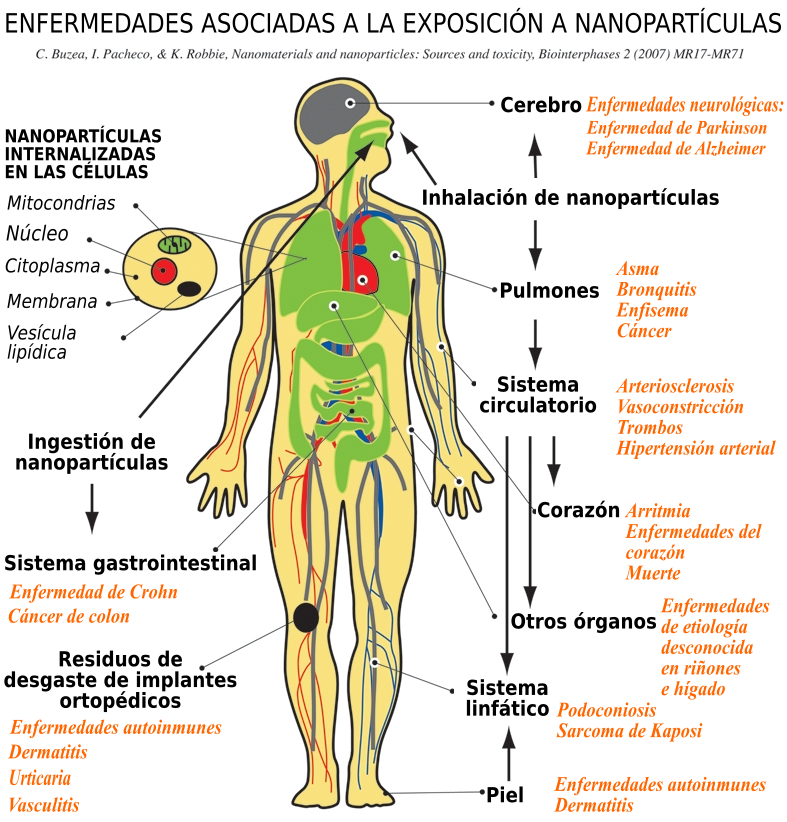
Vías de exposición a nanopartículas y enfermedades asociadas sugeridas por estudios epidemiológicos, in vivo e in vitro.

Tras su inyección intravenosa, las nanopartículas se acumulan mayormente en el hígado (del 80 % al 90 %), en el bazo (del 5 % al 8 %) y en la medula ósea (del 1 % a 2 %). Aunque si se las inhala también se las puede encontrar en el cerebro y los pulmones. La citotoxicidad se ha evaluado en estudios in vitro e in vivo. Las nanopartículas se acumulan intracelularmente e incluso pueden encontrarse en orgánulos subcelulares como la mitocondria y el núcleo, por lo que pueden llegar a interferir en procesos como la producción de energía mitocondrial o la expresión de genes. De estas las más biocompatibles son las de óxido de hierro, en las que apenas se han visto efectos negativos. Algunas nanopartículas de óxido de hierro en cuya composición se encuentran otros metales podrían afectar la supervivencia, reproducción y producción de especies reactivas de oxígeno en organismos modelo in vivo.

### Transporte de fármacos
Hasta el presente, la mayor desventaja de los tratamientos que implican transporte de drogas o radioisótopos, es la inadecuada distribución de los medicamentos en el cuerpo. Las drogas terapéuticas se administran en forma intravenosa y por lo tanto se distribuyen en el torrente sanguíneo, con el consecuente efecto no deseado de que atacan a todas las células, incluidas las sanas. 
A fines de la década de los años 1970, científicos dedicados a este tema propusieron usar portadores magnéticos con el fin de atacar sitios específicos dentro del cuerpo humano, como por ejemplo un tumor cancerígeno. El objetivo era lograr una mayor localización de la droga para disminuir los efectos colaterales y la dosis aplicada. En una terapia dirigida magnéticamente, una droga citotóxica se enlaza a una nanopartícula magnética y biocompatible. Cuando las partículas han entrado en el torrente sanguíneo se aplica un campo magnético externo para concentrar el ferrofluido en algún sitio específico del cuerpo. Una vez localizada la célula problema, la droga puede liberarse por medio de alguna actividad enzimática, por cambios en las condiciones fisiológicas o bien por variación de temperatura, y ser absorbida por el órgano o célula afectada.